# Sønderborg Kommune (1970–2006)
| Basisdaten      | Basisdaten            |
| --------------- | --------------------- |
| Verwaltungssitz | Sønderborg            |
| Areal           | 54,45 km²             |
| Einwohner       | 30.257 (2004)         |
| Bürgermeister   | A.P. Hansen (Venstre) |
| Internet        | www.sonderborg.dk     |

Sønderborg Kommune (deutsch: Kommune Sonderburg) war eine Kommune in Sønderjyllands Amt (Nordschleswig) in Dänemark. Sie entstand bei der dänischen Verwaltungsreform zum 1. April 1970, als die Stadt Sønderborg mit den Nachbargemeinden Dybbøl (deutsch: Düppel) und Ulkebøl (deutsch: Ulkebüll) vereinigt wurde. Seit der dänischen Verwaltungsreform zum 1. Januar 2007 bildet die ehemalige Sønderborg Kommune zusammen mit den ehemaligen Kommunen  Augustenborg (deutsch: Augustenburg), Broager (deutsch: Broacker), Gråsten (deutsch: Gravenstein), Nordborg (deutsch: Norburg), Sundeved (deutsch: Sundewitt) und Sydals (deutsch: Südalsen) die „neue“ Sønderborg Kommune mit 21 Kirchspielsgemeinden (dänisch: Sogn) in der Region Syddanmark.